# وی شمالی
وی شمالی (انگلیسی: Northern Wei) همچنین به عنوان توئوبا وی (拓跋魏)، بعدها وی (後魏) نیز شناخته می‌شود، یک سلسله از دودمان‌های تاریخ چین بود که توسط طایفه توئوبا (تَبگَش) از «شیان بیِ»، که از ۳۸۶ تا ۵۳۴ پس از میلاد بر شمال چین حکومت می‌کردند، تأسیس شد. قبایل شیان‌بی از مردمان غیرچینی بودند اما از سال ۳۸۶ قبیله توئوبا (از قبایل شیان‌بی) لقب چینی وئی را برای خود برگزید.

## فروپاشی
در سال ۵۳۴ یکی از فرماندهان وی شمالی به نام قائو خوآن دست به شورش زد. او پایتخت، لوئویانگ، را تصرف کرد و پادشاهی دست‌نشانده تعیین کرد اما پادشاه دست‌نشانده به چانگ‌آن در غرب لوئویانگ فرار کرد که در کنترل فرماندهی به نام یوی‌وین‌تایا بود. به این ترتیب قلمروی وی شمالی به دو نیمه غربی و شرقی تقسیم شد که تاریخ‌نگاران امروزی آن را وی غربی و شرقی می‌نامند. عمر هر دو سلسله کوتاه بود. وی غربی در سال ۵۵۷ توسط پسر یوی‌وین‌تایا برچیده شد و او سلسله ژو شمالی را تأسیس کرد. آخرین شاه وی شرقی نیز در سال ۵۵۰ توسط قائو یان، پسر قائو خوآن، مسموم شد و سلسله تسی شمالی را تأسیس کرد.